# 近藤新八
近藤 新八（こんどう しんぱち、1893年10月15日 - 1947年10月31日）は、日本の陸軍軍人。最終階級は陸軍中将。香川県出身。陸士28期、陸大41期。

## 経歴
歩兵第224連隊長、第37師団参謀長として中国大陸に駐屯し、続いて台湾軍参謀長を務めた。その後独立混成第19旅団長から新設された第130師団長に補され、広東にて連合軍の中国南部上陸に備えた。戦後戦犯に指名され、昭和22年10月広東で死刑（銃殺）に処された。

## 辞世の句
空蝉の　身は広東に　葬るとも
天翔りなむ　我が荒魂は

## 年譜
- 1916年（大正5年）5月26日 陸軍士官学校卒業
- 1928年（昭和4年）11月29日 陸軍大学校卒業
- 1938年（昭和13年）7月15日 陸軍歩兵大佐・奉天憲兵隊長
- 1939年（昭和14年）3月31日 新京憲兵隊長
- 1940年（昭和15年）12月2日 歩兵第224連隊長
- 1942年（昭和17年）3月11日 第37師団参謀長
- 1943年（昭和18年）10月29日 台湾軍参謀長
- 1944年（昭和19年）7月8日 独立混成第19旅団長
- 1945年（昭和20年）4月15日 陸軍中将・第130師団長
- 1947年（昭和22年）10月31日 死刑